# Rhacophorus maximus
Rhacophorus maximus es una especie de ranas de la familia Rhacophoridae. Se distribuyen por el sur de China, noreste de la India, Birmania, Nepal, Tailandia, Laos, Vietnam y, posiblemente, también en Bután y Bangladés.
Esta especie está en peligro por la pérdida de su hábitat natural.